# Something They Need
«Algo que necesitan» título original en inglés: «Something They Need» es el décimo quinto episodio de la séptima temporada de la serie de televisión de terror posapocalíptica, The Walking Dead. Se estrenó el 26 de marzo de 2017 en Estados Unidos y Latinoamérica por las cadenas AMC y Fox Premium respectivamente. El 27 de marzo se estrenó en España también mediante el canal FOX. Corey Reed fue el guionista de este capítulo mientras que Michael Slovis se encargó en dirigir el episodio.
El episodio se centra en Tara (Alanna Masterson) llevando a Rick (Andrew Lincoln) y un grupo de alexandrinos a Oceanside, después de no cumplir su promesa a Cyndie (Sydney Park), a fin de recuperar armas para poder luchar contra los salvadores. Mientras tanto, Sasha (Sonequa Martin-Green) es interrogada por Negan (Jeffrey Dean Morgan) y debe tomar una decisión desgarradora.

## Argumento
Tara (Alanna Masterson) le informa a Rick (Andrew Lincoln) sobre la existencia y el arsenal de Oceanside. Ella, Rick y un pequeño grupo partieron para reclamar las armas. Mientras Rick y los demás esperan en las afueras, colocan un explosivo para distraer a los sobrevivientes de Oceanside. Tara se cuela en la comunidad para enfrentar a su líder, Natania, y para convencerla de unirse al plan de Rick. Natania (Deborah May) se niega, pero cuando los explosivos de Rick se activan, Natania toma el arma de Tara y la mantiene bajo control. Cuando los otros residentes de Oceanside vienen a verificar la explosión, el grupo de Rick los detiene a punta de pistola, explicando su plan para enfrentar a los Salvadores. Natania emerge con Tara, negándose a unirse a ellos, pero en ese momento, aparece una horda de caminantes atraídos por la explosión. En la confusión, Cyndie (Sydney Park) domina a Natania con un puñetazo en la cara, liberando a Tara. El grupo de Rick se va con las armas de Oceanside y algunos de sus sobrevivientes están dispuestos a ayudar en la lucha.
En Hilltop, Maggie (Lauren Cohan) continúa tomando una fuerte posición de liderazgo, a lo que Gregory (Xander Berkeley), su actual líder, se resiente. Cuando Maggie deja la comunidad para desenterrar un arbusto de arándanos, Gregory la sigue, y se disculpa por su comportamiento hacia ella. Maggie le da un cuchillo para protegerla mientras excava el arbusto, y él contempla usarlo en ella. Sin embargo, cuando los caminantes aparecen, no puede hacerlo, y Maggie salva su vida a tiempo.
En el Santuario, Sasha (Sonequa Martin-Green) es capturada y llevada en una celda. Un Salvador, David (Martinez), intenta violarla, pero Negan (Jeffrey Dean Morgan) llega justo a tiempo para detener el acto y le recuerda a David que la violación está prohibida, antes de matarlo con un cuchillo. Impresionado con la valentía de Sasha por atacar el Santuario, Negan le ofrece su cuchillo personal y le da tres opciones: matarlo, suicidarse o dejar el cadáver de David aún sin zombificarse, antes de volver a animarla para unirse a ellos como una Salvadora. Después de que Negan se va, Sasha es visitada por Eugene (Josh McDermitt) que le sugiere unirse a los salvadores como él lo hizo, ya que lo hacen sentir seguro. Negan le informa que se enteró de que el grupo de Rick no es bueno y que mañana será un "gran día" lo cual la deja angustiada, Sasha le suplica a Eugene que la ayude a poner fin a su vida, y él le trae una de las cápsulas de veneno que antes había hecho, dejándolo decepcionado.
Cuando Rick y los demás regresan de Oceanside, Rosita (Christian Serratos) les informa que tienen un visitante: Dwight (Austin Amelio), la ex-mano derecha de Negan. Daryl (Norman Reedus) intenta atacarlo pero Rick y los otros lo detienen, mientras Dwight afirma que quiere ayudarlos.

## Recepción

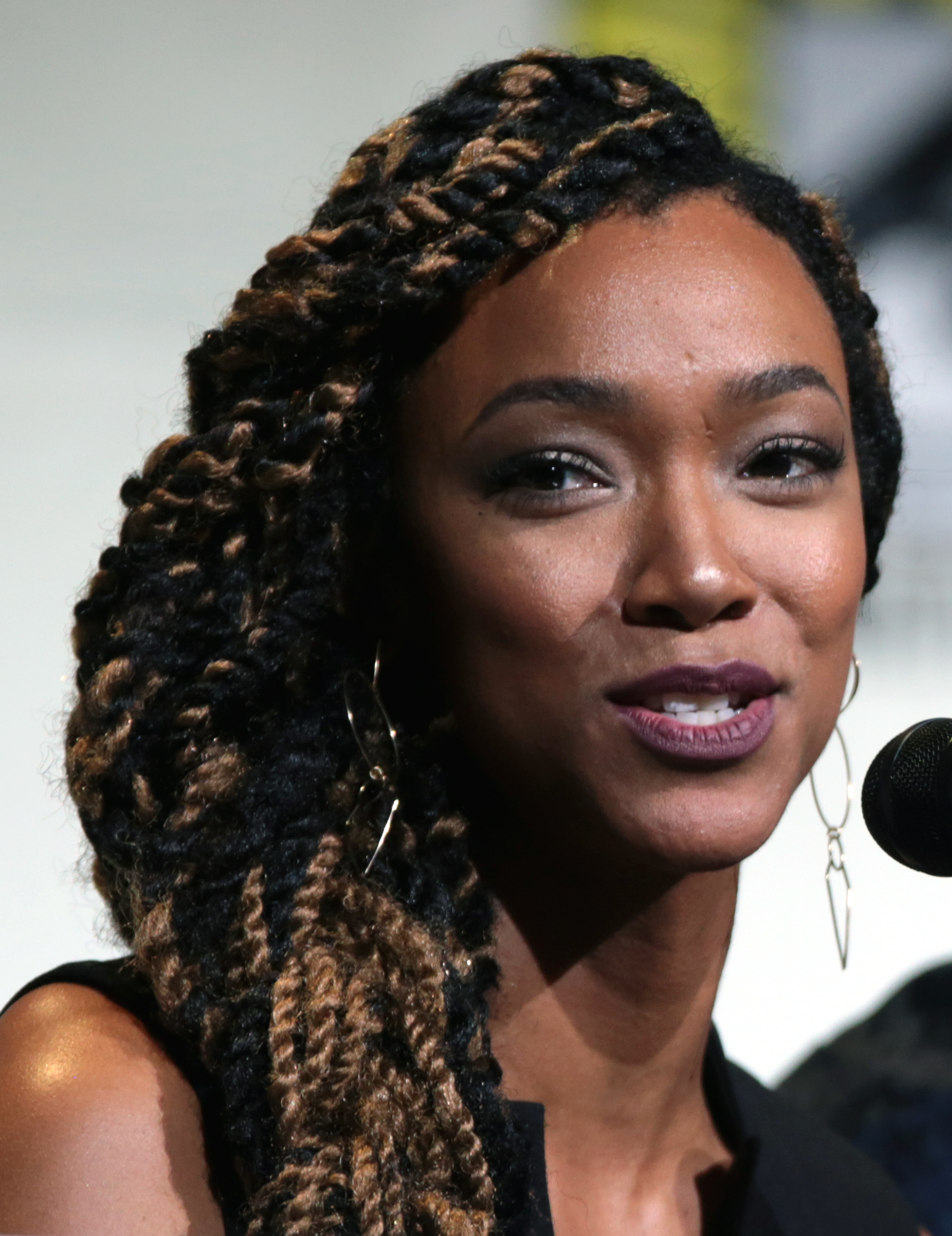
Sonequa Martin-Green recibió elogios por su actuación como Sasha en este episodio.

### Recepción de la crítica
"Something They Need" recibió críticas generalmente positivas de parte los críticos. En Rotten Tomatoes, tiene un 70% con una calificación promedio de 6.34 de 10, basado en 33 críticas. El consenso del sitio dice: "Something They Need" supera un arco desigual con humor, un ritmo optimista y tiene un clásico cliffhanger de The Walking Dead.
Jeff Stone para IndieWire le dio una revisión C+ moderadamente positiva, pero sintió que era principalmente "superficial". Sintió que la historia de Sasha "es la única que tiene alguna intriga actual, y eso es principalmente un lanzamiento de moneda para ver si ella vivirá". También evaluó que, "al menos Sasha no se suicidó (todavía), lo que sería un anticlímax bastante deprimente".
Jacob Stolworthy de The Independent fue complementario de la antigua pieza de los caminantes. Él estaba decepcionado con la decisión del programa de no mostrar la infiltración y captura de Sasha en el Santuario, y cortar el resto (arruinado por los alambiques promocionales de la semana siguiente). También sintió que la muerte de Sasha era inevitable y dijo: "... es desafortunado que, en uno de los momentos más mal juzgados del episodio, la gran revelación de Sasha sea simplemente escuchada a favor de mostrarse desde el punto de vista de Eugene que está escuchando fuera de la puerta. algo así como para rascarse la cabeza.
Josh Jackson señaló el regreso de Tara en un papel central fue positivo. Él dijo, "... mientras que Alanna Masterson no ha sido la mejor actriz para adornar el apocalipsis zombi, puedo apreciar la condición de mujer de nuestra torpe heroína". Shane Ryan sintió que estaba "quemado" con el espectáculo. Él fue complementario de la acción en Oceanside, pero niveló algunas críticas. Él evaluó: "El plan fue malo, la ejecución fue un poco extraña, pero aun así fue divertido porque se apegaba a las reglas de lo que hace que TWD sea bueno, en las raras ocasiones en que realmente lo es.
Noel Murray para Rolling Stone fue complementario de la configuración de la mesa del episodio. Él dijo: "Alrededor de dos tercios del episodio consiste en el tipo de escenas largas y dialécticas en las que este programa se basa con demasiada frecuencia, como una forma de matar el tiempo en lugar de caminantes y crear la ilusión de profundidad temática. Pero aquí, estas piezas sirven más como un propósito narrativo y debido a que están divididos en dos lugares, y divididos por algunas secuencias realmente emocionantes en otros lugares, la experiencia en general es más satisfactoria".
La actuación de Sonequa Martin-Green fue elogiada. Josh Jackson dijo que su actuación se sentía diferente a Masterson: "Sonequa Martin-Green, por otro lado, hizo un gran trabajo. Me encanta la forma en que respondió cuando Negan le preguntó si Rick la había preparado para el intento de asesinato:" ¿Rick? ¿Tu perra? "" Noel Murray para Rolling Stone dijo, 'El a menudo infrautilizado y pronto-a-ser -Trekkie- el favorito de los fanáticos Sonequa Martin-Green tiene que haber estado aprovechando al máximo su tiempo de pantalla aumentado en las últimas dos semanas, ella hace algunos de sus mejores trabajos de TWD hasta la fecha cuando Sasha, que no murió en su ataque suicida, se sienta encerrada en una celda de Santuario, reflexionando sobre su próximo movimiento "Él fue más allá en la historia de Sasha diciendo, "Lo que es tan notable de estas interacciones son las capas de emociones y motivaciones que Sasha recorre, desde el miedo y la desesperación hasta una sensación de esperanza cuando se da cuenta de que puede manipular al caballero mojado para que le pase una arma para "suicidarse", que espera usar en el gran hombre a cargo." Blair Marnell para CraveOnline sintió que si bien era probable que fueran sus últimas apariciones en el programa, "también han sido un regalo para Martin-Green, ya que nunca ha sido tan importante para la serie como lo es ahora. En el episodio de la semana pasada, Sasha tuvo una escena de vinculación realmente formidable con Rosita. Esta semana, Martin-Green de sus escenas con Negan y Eugene. Ella trajo la vida y el fuego a este episodio, y la serie será más pobre por su ausencia ... siempre que llegue.
Algunos críticos sintieron que la caracterización del grupo central de supervivientes estaba desactivada. Ron Hagan de 'Den of Geek! Dijo: Rick y Tara finalmente discuten la presencia del grupo de Oceaneside, y eso significa que está listo para emprender un asalto en toda regla un grupo de mujeres y niños, volando dinamita fuera de sus muros, llamando la atención de los zombis en el área, y luego tomando todas sus armas para luchar su propia batalla. Y sí, ese es el héroe de la historia ". Se sintió aliviado de que el alboroto que involucró a Sasha en la semana anterior no se extendiera hasta el final.
Zack Handlen para The A.V. Club tenía una perspectiva similar sobre atacar a Oceanside y le dio al episodio un grado C +. Él dijo: "El hecho de que Tara no solo haya organizado este plan, sino que también parece estar cien por ciento detrás de él, está en desacuerdo con todo lo que sabemos sobre ella. Por mucho que se suponga que debe creer en Rick ahora (y claramente, se supone que debe creer en él mucho), que ella voluntariamente acepte un esquema tan abiertamente agresivo es extraño. Esto no es "vamos a hablar, y veremos qué pasa después". Esto es "bueno, el tener este martillo, ¡así que supongo que esto tiene que ser otro clavo! "" Handlen evaluó en general, "... nos recuerdan a la fuerza la mayor debilidad de The Walking Dead: Rick siempre debe tener razón (excepto cuando está tratando de luchar contra su destino como líder). La gente de Oceanside casi inmediatamente pierde la poca identidad distintiva que alguna vez tuvieron, haciendo cola como si estuvieran esperando que un tipo barbudo aparezca y comience a ordenarlos, y no hay reconocimiento de lo extraño de esto, de cuán cerca están las tácticas de Rick de la v ery man que está tratando de destruir".

## Audiencia
El episodio recibió una calificación de 4.9 en la clave 18-49 demográfica, con 10.54 millones de espectadores totales.